# Eagle Grove
Eagle Grove is een plaats (city) in de Amerikaanse staat Iowa, en valt bestuurlijk gezien onder Wright County.

## Demografie
Bij de volkstelling in 2000 werd het aantal inwoners vastgesteld op 3712. In 2006 is het aantal inwoners door het United States Census Bureau geschat op 3455, een daling van 257 (-6,9%).

## Geografie
Volgens het United States Census Bureau beslaat de plaats een oppervlakte van 10,3 km², geheel bestaande uit land. Eagle Grove ligt op ongeveer 340 m boven zeeniveau.

## Plaatsen in de nabije omgeving
De onderstaande figuur toont nabijgelegen plaatsen in een straal van 16 km rond Eagle Grove.